# Andrew Strath
Andrew Strath (St Andrews, 1836 – op zee, 1868) was een golfprofessional uit Schotland.
Golfprofessionals in de 19de eeuw verdienden hun geld met het maken van golfclubs en -ballen en het spelen van weddenschappen en demonstratiewedstrijden. Een van de weinige officiële toernooien was het Brits Open.
Strath werd in dezelfde plaats geboren als Jamie Anderson en Old Tom Morris. Hij was bevriend met Morris en speelde regelmatig demonstratiewedstrijden tegen hem.
In 1865 volgde hij Old Tom Morris op als greenkeeper van de Prestwick Golf Club. Strath overleed in 1868 aan tuberculose tijdens een 84-daagse bootreis naar Australië aan boord van de Eurynome. Zijn graf werd in 2008 ontdekt bij de St Nicolas' Church, vlak bij de golfclub, en daar hebben leden van Prestwick een gedenkplaat geplaatst.
Strath had twee broers die ook golfprofessional waren. Davie overleed ook op jonge leeftijd, George was de eerste pro op Royal Troon en emigreerde later naar de Verenigde Staten.

## Het Open
Hij won het Brits Open in 1865 waarbij hij Willie Park twee slagen voor bleef en was tijdens de eerste twaalf edities van het toernooi de enige winnaar die niet Willie Park of Tom Morris heette.
Tijdens het Open in 1876 waren de organisatoren vergeten een golfbaan te bespreken en werd er tussen de gewone spelers gespeeld. Op de 35ste hole raakte de bal van Strath een toeschouwer, waarna er een protest ontstond dat dit hem voordeel had gegeven. Er was niemand om het probleem op te lossen. Strath en Bob Martin hadden beiden een score van 176 over 36 holes, zodat er besloten werd op maandag een play-off te spelen. Hiermee was Strath het niet eens en hij weigerde voor de play-off terug te komen. Martin werd de winnaar door wel te verschijnen.

## Gewonnen
- 1865: Brits Open